# Кореїзька селищна рада
Кореї́зька се́лищна ра́да — адміністративно-територіальна одиниця та орган місцевого самоврядування у складі Ялтинської міської ради Автономної Республіки Крим. Адміністративний центр — селище міського типу Кореїз.

## Загальні відомості
- Територія ради: 12,03 км²
- Населення ради: 6 294 особи (станом на 1 січня 2011 року)

## Населені пункти
Селищній раді підпорядковані населені пункти:
- смт Кореїз

## Склад ради
Рада складається з 25 депутатів та голови.
- Голова ради: Сванідзе Лері Георгійович
- Секретар ради: Сулковський Володимир Казимирович

### Керівний склад попередніх скликань
| Прізвище, ім'я, по батькові  | Основні відомості                                                        | Дата обрання | Дата звільнення |
| ---------------------------- | ------------------------------------------------------------------------ | ------------ | --------------- |
| Потіпак Володимир Михайлович | Селищний голова, 1948 року народження, безпартійний                      | 26.03.2006   | 31.10.2010      |
| Сванідзе Лері Георгійович    | Селищний голова, 1960 року народження, освіта вища, член Партії регіонів | 31.10.2010   |                 |

Примітка: таблиця складена за даними сайту Верховної Ради України

### Депутати
За результатами місцевих виборів 2010 року депутатами ради стали:

#### За суб'єктами висування
| Суб'єкт висування | Кількість обраних депутатів | %  |
| ----------------- | --------------------------- | -- |
| Партія регіонів   | 18                          | 72 |
| Самовисування     | 7                           | 28 |

#### За округами
| № округу        | Прізвище, ім'я, по батькові       | Дата визнання обраним | Освіта  | Партійна приналежність | Відомості про обраного депутата                                                               |
| --------------- | --------------------------------- | --------------------- | ------- | ---------------------- | --------------------------------------------------------------------------------------------- |
| Партія регіонів |                                   |                       |         |                        |                                                                                               |
| 1               | Міхєєв Павло Васильович           | 04.11.2010            | вища    | позапартійний          | тимчасово не працює                                                                           |
| 2               | Чапух Ельдар Усеїнович            | 04.11.2010            | вища    | позапартійний          | тимчасово не працює                                                                           |
| 5               | Дьоміч Ігор Георгійович           | 04.11.2010            | вища    | позапартійний          | тимчасово не працює                                                                           |
| 6               | Рульов Олексій Львович            | 04.11.2010            | вища    | позапартійний          | ТОВ «Стартінвест», заступник генерального директора з охорони праці                           |
| 7               | Омельковець Тетяна Геннадіївна    | 04.11.2010            | вища    | позапартійна           | Кореїзька селищна рада, секретар керівника                                                    |
| 10              | Кисельов Олексій Іванович         | 04.11.2010            | вища    | позапартійний          | ТОВ «Стартінвест», заступник начальника канатної дороги                                       |
| 11              | Абдряхімов Тимур Адганович        | 04.11.2010            | вища    | позапартійний          | ТОВ «Юджин»                                                                                   |
| 12              | Глазков Максим Геннадійов         | 04.11.2010            | вища    | позапартійний          | приватний підприємець                                                                         |
| 14              | Сулковський Володимир Казимирович | 04.11.2010            | вища    | позапартійний          | пенсіонер                                                                                     |
| 15              | Степанова Тетяна Миколаївна       | 04.11.2010            | вища    | позапартійна           | приватний підприємець                                                                         |
| 16              | Манін Сергій Миколайович          | 04.11.2010            | вища    | позапартійний          | ПП «Фаворит», менеджер складського обліку                                                     |
| 17              | Супрунов Володимир Анатолійович   | 04.11.2010            | середня | позапартійний          | підприємство "Шляхобудівельного управління № 44 об'єднання «Південношляхбуд», старший механік |
| 18              | Кисленко Олександр Миколайович    | 04.11.2010            | вища    | позапартійний          | департамент охорони АРК УДО України, пенсіонер                                                |
| 19              | Ібраїмов Едігер Решадович         | 04.11.2010            | вища    | позапартійний          | Ялтинське відділення ВАТ «Кредобанк», начальник                                               |
| 20              | Ющенко Володимир Миколаїович      | 04.11.2010            | вища    | позапартійний          | ТОВ «Ялтаземпроект», заступник директора, начальник юридичного відділу                        |
| 22              | Якушкіна Олена Володимирівна      | 04.11.2010            | вища    | позапартійна           | рекламне агентство «Самміт», заступник генерального директора                                 |
| 23              | Борисюк Валерій Серафимо          | 04.11.2010            | вища    | позапартійний          | ДП "Санаторій «Ай-Петрі» ЗАТ «Укрпрофоздоровниця», головний лікар                             |
| 24              | Батулін Віталій Вікторович        | 04.11.2010            | вища    | позапартійний          | ДП Санаторій «Ай-Петрі», охоронець                                                            |
| Самовисування   |                                   |                       |         |                        |                                                                                               |
| 3               | Коваленко Юрій Васильович         | 04.11.2010            | середня | позапартійний          | приватний підприємець                                                                         |
| 4               | Яячик Ельдар Алієвич              | 04.11.2010            | вища    | позапартійний          | приватний підприємець                                                                         |
| 8               | Меджидов Ахтем Амірович           | 04.11.2010            | вища    | позапартійний          | тимчасово не працює                                                                           |
| 9               | Оганезов Гіві Робертович          | 04.11.2010            | вища    | позапартійний          | ТСББ, голова                                                                                  |
| 13              | Блажко Ірина Сергійовна           | 04.11.2010            | вища    | позапартійна           | приватний підприємець                                                                         |
| 21              | Ковальчук Сергій Іванович         | 04.11.2010            | вища    | позапартійний          | ДП "Санаторій «Ай-Петрі», охоронець                                                           |
| 25              | Кочарян Вааг Гарникович           | 04.11.2010            | середня | позапартійний          | тимчасово не працює                                                                           |